# Ranunculus sabinei
Ranunculus sabinei es una especie de planta de la familia de las ranunculáceas.

## Descripción
Ranunculus sabinei tiene los tallos erectos o decumbentes, de 1-12 cm, esparcidamente pilosos, cada uno con 1-3 flores. Las raíces delgadas, 0.3-0.8 mm de diámetro. Hojas basales persistentes, láminas ampliamente obovados a ápices transversalmente elípticas, 3 lóbulos o separados, de 0.9-3 × 0.8-3.4 cm, segmentos o lóbulos indivisos de nuevo, obtusas en la base, margen entero, de segmentos redondeados a obtusos redondeado. Flores: con pedicelos pilosos; receptáculo piloso, sépalos 4-7 × 2-3 mm, envés piloso, pelos incoloros; pétalos 5, 5-8 × 3-4 mm, glabro. Los frutos son aquenios cilíndricos, 6-9 x 4 mm; aquenios 1.2-1.4 × 0.8-1 mm, glabro; de 0.4-0.6 mm. Tiene un número de cromosomas de 2 n = 64.

## Distribución y hábitat
Floración de verano (julio-agosto). Se encuentra en las pendientes y montículos en la tundra, en suelo arenoso o pedregoso, a nivel del mar, en Groenlandia, Territorios del Noroeste, Yukón y Alaska.

## Taxonomía
Ranunculus sabinei fue descrita por Robert Brown y publicado en Journal of a Voyage for the discovery of a North-West Passage to the Appendix. XI. Botany. A List of Plants Collected in Mellvile Island. 264. 1824.
Etimología
Ver: Ranunculus
sabinei: epíteto
Sinonimia
- Ranunculus pygmaeus subsp. sabinei (R. Br.) Hultén	[3]